# Tauraco schuettii
Tauraco schuettii е вид птица от семейство Туракови (Musophagidae). Видът е незастрашен от изчезване.

## Разпространение
Разпространен е в Ангола, Бурунди, Централноафриканска република, Демократична република Конго, Кения, Руанда, Южен Судан, Танзания и Уганда.